# Saint-Michel-sur-Rhône
Saint-Michel-sur-Rhône és un municipi francès situat al departament del Loira i a la regió d'Alvèrnia-Roine-Alps. L'any 2007 tenia 746 habitants.

## Demografia

### Població
El 2007 la població de fet de Saint-Michel-sur-Rhône era de 746 persones. Hi havia 281 famílies de les quals 56 eren unipersonals (24 homes vivint sols i 32 dones vivint soles), 95 parelles sense fills i 130 parelles amb fills.
La població ha evolucionat segons el següent gràfic:
Habitants censats

### Habitatges
El 2007 hi havia 338 habitatges, 286 eren l'habitatge principal de la família, 30 eren segones residències i 22 estaven desocupats. 323 eren cases i 14 eren apartaments. Dels 286 habitatges principals, 246 estaven ocupats pels seus propietaris, 36 estaven llogats i ocupats pels llogaters i 5 estaven cedits a títol gratuït; 1 tenia una cambra, 9 en tenien dues, 37 en tenien tres, 88 en tenien quatre i 151 en tenien cinc o més. 227 habitatges disposaven pel capbaix d'una plaça de pàrquing. A 96 habitatges hi havia un automòbil i a 181 n'hi havia dos o més.

### Piràmide de població
La piràmide de població per edats i sexe el 2009 era:
| Homes | Edats   | Dones |
| ----- | ------- | ----- |
| 0     | 95 o +  | 0     |
| 4     | 90 a 94 | 4     |
| 4     | 85 a 89 | 0     |
| 4     | 80 a 84 | 8     |
| 8     | 75 a 79 | 4     |
| 20    | 70 a 74 | 16    |
| 4     | 65 a 69 | 16    |
| 16    | 60 a 64 | 8     |
| 36    | 55 a 59 | 24    |
| 24    | 50 a 54 | 36    |
| 24    | 45 a 49 | 4     |
| 20    | 40 a 44 | 20    |
| 32    | 35 a 39 | 28    |
| 36    | 30 a 34 | 24    |
| 16    | 25 a 29 | 20    |
| 24    | 20 a 24 | 12    |
| 16    | 15 a 19 | 12    |
| 36    | 10 a 14 | 24    |
| 20    | 5 a 9   | 16    |
| 24    | 0 a 4   | 16    |

## Economia
El 2007 la població en edat de treballar era de 498 persones, 368 eren actives i 130 eren inactives. De les 368 persones actives 346 estaven ocupades (180 homes i 166 dones) i 23 estaven aturades (14 homes i 9 dones). De les 130 persones inactives 52 estaven jubilades, 37 estaven estudiant i 41 estaven classificades com a «altres inactius».

### Ingressos
El 2009 a Saint-Michel-sur-Rhône hi havia 294 unitats fiscals que integraven 784,5 persones, la mediana anual d'ingressos fiscals per persona era de 21.060 €.

### Activitats econòmiques
Dels 38 establiments que hi havia el 2007, 1 era d'una empresa extractiva, 4 d'empreses de fabricació d'altres productes industrials, 12 d'empreses de construcció, 7 d'empreses de comerç i reparació d'automòbils, 3 d'empreses d'hostatgeria i restauració, 2 d'empreses financeres, 1 d'una empresa immobiliària, 7 d'empreses de serveis i 1 d'una entitat de l'administració pública.
Dels 14 establiments de servei als particulars que hi havia el 2009, 1 era un taller d'inspecció tècnica de vehicles, 1 paleta, 5 fusteries, 1 lampisteria, 3 electricistes i 3 restaurants.
Dels 3 establiments comercials que hi havia el 2009, 1 era una gran superfície de material de bricolatge, 1 un drogueria i 1 una floristeria.
L'any 2000 a Saint-Michel-sur-Rhône hi havia 19 explotacions agrícoles que ocupaven un total de 88 hectàrees.

## Equipaments sanitaris i escolars
El 2009 hi havia una escola elemental integrada dins d'un grup escolar amb les comunes properes formant una escola dispersa.

## Poblacions més properes
El següent diagrama mostra les poblacions més properes.